# Sebring International Raceway
Sebring International Raceway är en racerbana belägen vid ett flygfält i Sebring, Florida, USA. Banan är 6,02 km låg i sitt längsta utförande, vilket används till banans stora tävling Sebring 12-timmars.

## Historia
Sebring var ett flygfält för den amerikanska armén under 1940-talet, men efter andra världskriget började den användas som civilt flygfält och som racerbana för Sebring 12-timmars med start 1952. Tävlingen har körts på banan oavbrutet sedan dess, på senare år som första deltävling i American Le Mans Series. Sebring arrangerade även USA:s Grand Prix 1959, med Bruce McLaren från Nya Zeeland som segrare. McLaren blev därmed den yngste vinnaren i formel 1 någonsin, vilket stod sig ända till 2003, då Fernando Alonso vann Ungers Grand Prix. Loppet 1959 blev Sebrings enda i formel 1, och sedan dess har inga större formelbilstävlingar anordnats på banan.